# Биологично действие на радиоактивността
Радиоактивността има неблагоприятни последици за отделния индивид, но е от огромно еволюционно значение.
Всички живи същества са подложени на радиоактивно лъчение. Източниците му се делят на две групи: антропогенни (резултат от човешка дейност) и естествени – лъчения от природните радиоактивни елементи и космическите лъчения. Естествената радиация, предизвиквайки мутации, е главен фактор в еволюцията на живите организми. Продължителното радиоактивно облъчване на живи организми довежда до соматични (за отделния индивид) или генетични увреждания (предавани в следващите поколения).
Видовете облъчвания може да бъдат от източници, разположени извън тялото, или вътрешни, когато се погълне радиоактивен елемент, но и в двата случая се развива остра лъчева болест, която има 5 форми:
- Мълниеносна
- Церебрална
- Токсемична
- Стомашно-чревна
- Костно-мозъчна форма[1]

При малки, но постоянни дози радиация, или при несмъртоносни еднократни дози, ефектът се проявява след известно време с развитието на хронична лъчева болест. Един от симптомите на болестта е умереното намаляване на броя на кръвните клетки, но се наблюдават и някои общи прояви като вялост, раздразнителност, потене, безапетитие. Хроничната лъчева болест може да доведе до развитие на раково заболяване.